# Sargassovis
De Sargassovis (Histrio histrio) is een straalvinnige vissensoort uit de familie van de voelsprietvissen (Antennariidae). De wetenschappelijke naam van de soort werd in 1758 gepubliceerd door Linnaeus.

## Kenmerken
Deze vis heeft een onregelmatig gevormd, geel, bontgevlekt lichaam met een lange rugvinstekel. Aan de top daarvan bevindt zich een kleurig huidflapje, dat dient om prooien binnen het bereik van zijn kaken te lokken. Voor dit doel laat hij dit orgaantje als een vis kronkelen. Tevens heeft hij pootachtige borstvinnen, waarmee hij op de bodem kan steunen en het wier kan vastgrijpen. De lichaamslengte bedraagt maximaal 18,5 cm.

## Leefwijze
De soort leeft in velden van Sargassowier. Dankzij zijn huidflappen, kleur en vlekkenpatroon valt hij tussen het Sargassowier niet op en is beschermd tegen roofdieren.
Als hij bedreigd wordt gaat hij op de bovenkant van het wier zitten.
Ook voor de jacht is het handig, tussen het wier verstoppen zich kleine visjes en garnalen die de vis snel over het hoofd zien, en daardoor een geschikte prooi voor de Sargassovis zijn. Zo nu en dan spoelen ze aan verstrikt in stukken wier.
Deze vis is buiten de voortplantingsperiode in hoge mate kannibalistisch.
Ze kennen een buitengewoon ingewikkeld baltsritueel, waarbij het mannetje het vrouwtje achterna jaagt en heftig bijt.

## Verspreiding en leefgebied
Deze soort komt wereldwijd voor in tropische en subtropische zeeën.